# La Rencontre des fiancés et le départ des pèlerins
La Rencontre des fiancés et le départ des pèlerins est un tableau de Vittore Carpaccio, signé et daté 1495 et conservé dans les Galeries de l'Académie de Venise. Il s'agit du cinquième épisode peint pour La Légende de sainte Ursule, déjà à la Scuola di Sant'Orsola à Venise. Du point de vue du développement de l'histoire, c'est le quart.
Selon la légende hagiographique, reprise par Carpaccio, la chrétienne Ursule, fille du roi de Bretagne, accepta d'épouser le jeune prince païen d'Angleterre, à condition qu'il se convertisse et parte avec elle en pèlerinage vers Rome. 
La toile, la plus grande du cycle, condense cinq scènes : à gauche, le prince prend congé de son père ; au premier plan à droite, ont lieu en succession la rencontre des deux fiancés et les adieux d'Ursule à ses parents ; au fond, à droite, le long cortège des onze mille compagnes vierges d'Ursule et des écuyers du prince se rassemble dans un port, où tous embarqueront sur les navires pour commencer le pèlerinage ; au fond à gauche, la flotte s'en va (sur l'une des voiles du premier navire se lit le mot Malus, allusion au sort tragique des pèlerins).